# Bandoleroen
Bandoleroen (originaltitel The Bandolero) er en amerikansk stumfilm fra 1924 af Tom Terriss.

## Medvirkende
- Pedro de Cordoba som Dorando
- Gustav von Seyffertitz som Marques de Bazan
- Renée Adorée som Petra
- Gordon Begg som Padre Domingo
- Paul Ellis som Ramon
- Arthur Donaldson som Juan
- José de Rueda som El Tuerte
- Dorothy Rush som Concha
- Marie Valray som Maria
- Manuel Renaldo Granado